# Pinhanços
Pinhanços ist eine Ortschaft und Gemeinde in Portugal. Mit dem Aérodromo de Seia liegt der Flugplatz von Seia in der Gemeinde. Er wird für Sportflugzeuge, vor allem aber als Basis für Flugzeuge der Feuerwehr zur Aufklärung und Feuerbekämpfung in der umliegenden Serra da Estrela genutzt.

## Geschichte
Funde belegen die Entstehung der Ortschaft zur Zeit der arabischen Herrschaft. Nach der christlichen Reconquista gehörte die Ortschaft bis ins 16. Jahrhundert zur Gemeinde Seia und wurde erst danach eigenständig.

## Verwaltung
Pinhanços ist eine Gemeinde (Freguesia) im Kreis (Concelho) von Seia, im Distrikt Guarda. In ihr leben 727 Einwohner (Stand 19. April 2021) auf einer Fläche von 8,3 km².